# Тектоносфера
Тектоносфера — верхняя оболочка Земли, основная область проявления тектонических движений и деформаций (магматизм, метаморфизм, сейсмичность).
Охватывает земную кору и верхнюю мантию (на глубине около 410 км.), или литосфера и астеносфера.
Изучается в геотектонике.

## Описание
Для тектоносферы характерна вертикальная и горизонтальная неоднородность физических свойств и состава слагающих её пород.

## Этимология
Сам термин «тектоносфера» в геологической литературе используется всего несколько десятилетий, однако, вкладываемый в него смысл в разных издания разный. В словаре английских геологических терминов (1972 года и был переведён на русский язык в 1979 году), сказано, что тектоносфера соответствует земной коре и состоит из сиалического, салсиматического и симатического слоев.
В отечественном геологическом словаре (1978 года), даётся более широкое определение термина: это верхняя оболочка Земли, охватывающая земную кору и верхнюю мантию.
В словаре тектонической терминологии (1999 года) даётся два определения термина — тектоносфера:
1. Геосфера, состоящая из литосферы и астеносферы, являющаяся главной областью проявления тектонических процессов;
2. Геосфера, которая может рассматриваться как единая плита, сминающаяся дисгармонично по отношению к астеносфере.